# 多用表

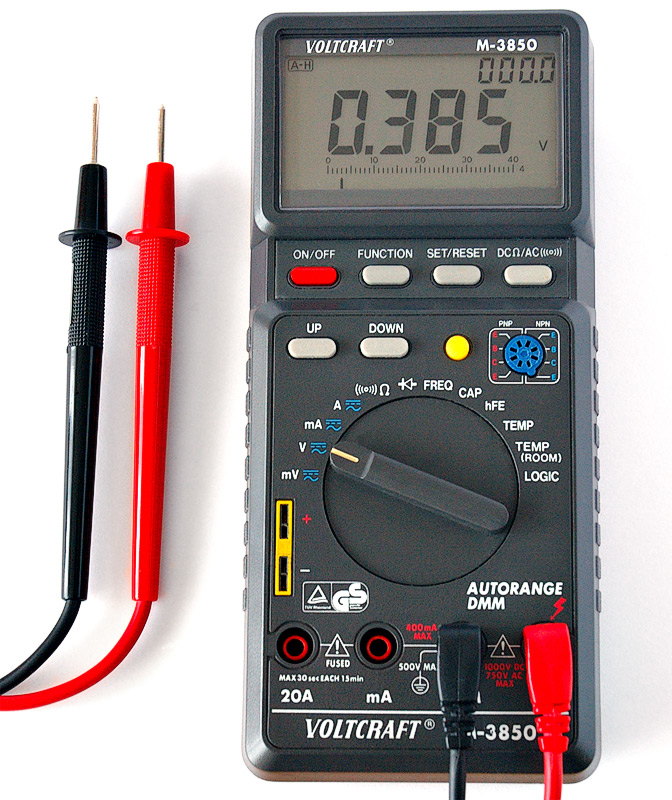
數字式多用表

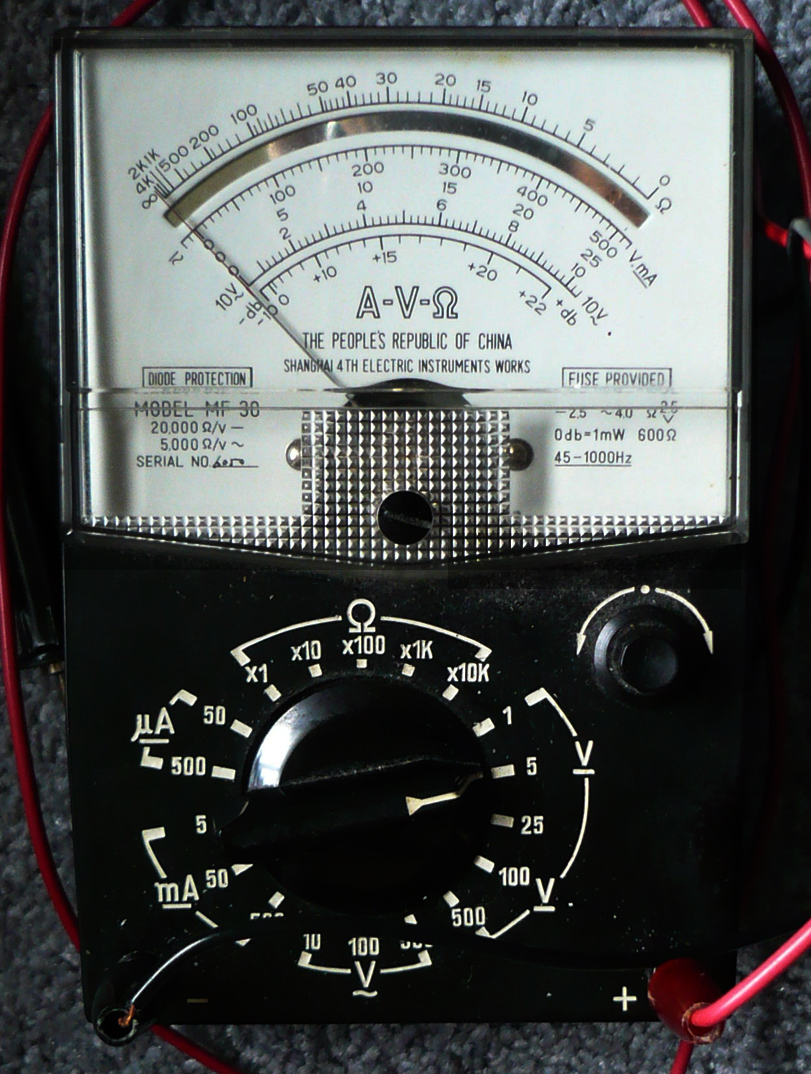
上海第四仪表厂 60年代多用表

多用表（英語：multimeter）俗称万用表、三用電表，是一种多用途电子测量仪器，主要用於物理、電氣、電子等測量領域，一般包含電流表（安培计）、电压表（伏特計）、電阻表（欧姆计）等功能。此仪表也称为多用計、万用計、多用电表、萬用電表。
指針多用表在英文中又稱 VOM（Volt-Ohm-Milliammeter，伏特-歐姆-毫安計），但此名稱通常並不用於數字多用表。

## 概要
多用表有用于基本故障诊断的便携式装置，也有放置在工廠或實驗室工作台的桌上型装置。
有的電表解析度可以达到七、八位有效数字；这样的设备，則常出現在实验室，用作电压或电阻的基准，或用来调校多功能标准器的性能。

## 基本測量功能
电流、电压和电阻的测量，一般被视为多用表的基本功能。早期多用表制造厂商 AVO 的品牌，就是该设备能够测量的这三种度量单位的名称的缩写：安培（Ampere）、伏特（Volt）、欧姆（Ohm）。
一般萬用表都具有基本測量功能有:
- 直流電壓（DCV）
- 直流電流（DCmA, DCA）
- 交流電壓（ACV）
- 電阻（Ω, kΩ, MΩ）

較高級的萬用表除上述功能外，可能還有:
- 交流電流（ACmA, ACA）
- 電容（pF, nF, μF, mF, F）
- 電感（μH, mH, H）

## 種類
多用表有指針和數字两种。指針多用表，使用磁場偏转指针的表盘，此表頭与经典的檢流計相同；數字萬用表的显示则采用LCD、真空熒光顯示器（VFD）、LED、OLED等，此外，早期也有用數字管的。
指針萬用表在新品與二手市场上均不难找到。但因为调零和从仪表面板上准确的读数都容易产生偏差，與刻度難以細分的限制，在精确度與解析度上都比不上数字電表。且数字電表電壓檔具有高輸入阻抗，又可立即讀出數字，指針電表除非直接指在有標示數值的大刻度上，否則須觀察所指小刻度並計數與鄰近大測度的關係，才能讀出確實數值。但在某些情況下，如表頭的反應速度、易於迅速得知概略數值、或對跳動數值的反應等方面，仍具某些優勢，且內部電路簡單，易於學習測量電路原理，因此，部分某些場合或情況仍有使用。此外，一些数字電表具有反應較數字變化快的條狀顯示，仿效指針的效果，以利迅速掌握數值的變化。
為了提高指針多用表電壓檔的輸入阻抗，減少對待測電路的影響，有的高檔指針多用表會使用真空管来放大输入的信号，这种设计的多用表也被称为真空管伏特计（VTVM，Vacuum Tube Volt Meters）或真空管多用表（VTMM，Vacuum Tube Multimeters）。如使用FET来放大输入的信号，則是 FETVM。
数字多用表以数字化電表為主，并被专称为数字多用表（DMM，Digital MultiMeter）。在这种设备中，被测量信号被转换成數字电压并被數字的前置放大器放大，然后由數字显示屏直接显示该值；这样就避免了在读数时视差带来的偏差。
同样，更好的电路系统和电子技術，也提高了测量精度。一般指針仪表的基本精度(直流電壓檔)在2%到5%之间，常見的基本精度在3~4%。便携式数字多用表常見的可攜型基本精度在0.5%~1%，高級機型则可以达到±0.025%，而工作台设备更高达百万分之一的精度。

## 其他與進階功能
指針電表可透過不同的刻度，必要時配合其他輔助設備，可達到其他功能。数字電表則可利用各式控制电路到小型嵌入式计算机等集成电路以提供更多的功能，甚至可以設定為讓電表自動由測得的這些電壓值或電流值或電阻值或電容值來計算總電壓值或總電流值或總電阻值或總電容值等等。
常见的增强测量功能的度量與单位，以及附加功能包括：
- 电容（法拉）
- 电感（亨利）
- 电导（西门子）
- 温度（摄氏度）
- 频率（赫兹）
- dB 測量 (通常為 dBm，0dBm 是 600Ω 上的功率為 1mW 時的電壓値)
- NPN 或 PNP 電晶體的電流放大率 (hFE，或β)
- 限制电流的半导体结电压降测量，可測量二極體，也可用来确定晶体管的类型
- 導通檢测，并在电路為短路(電阻低於某數值)时发声报告
- 负载比，Duty cycle（百分率）
- 测量量的图形化显示，比如柱状图；可以使是否通过（go/no-go）测量更容易
- 低频示波器
- 自动电路测试，包括自动的定时、延时信号等
- 简单的数据探测功能，比如记录指定时期的最大、最小读数，或按照固定间隔获取一定量的样本读数
- 取样并保持，可以锁定最后一次的读数，供在设备从测试电路上拿开之后读取
- 自动转换测试量程，测量时仪表自动选择合适的测量量程，保护仪表不被损坏
- LI (Load Current)、LV (Load Voltage): 指針萬用表在電阻檔測量時，可由其他刻度同時讀出 LI、LV。LV 的用途例如可測量二極體順向電壓。

有些數字電表還有數字鐘的功能，就是可以一次顯示：日期（年、月、日）、星期、時間（時、分、秒）、溫度、濕度，並且因為有「導通檢测，并在电路為短路(電阻低於某數值)时发声报告」的功能，所以裡面會有蜂鳴器，而會有鬧鐘的功能。
数字多用表通常有电路或者软件可以保证准确的测量任何频率的交流电压。这类多用表使用均方根方法合并输入信号，这样即使输入信号不是一个理想的正弦波，也能正确的读取到真正的电压值。
有些数字多用表可以通过红外线、RS-232、IEEE-488设备总线、或USB等与個人電腦／个人计算机相连。通过这些方式，计算机可以在测量时记录读数，或者从设备把一组结果上传到计算机中。
现代设备和系统变得越来复杂，多用表在技师工具箱中也逐渐不再是通用的唯一工具；更复杂和专业化的设备正在取代它。例如，原来在测量天线时，工作人员可能是使用欧姆计测量它的电阻；而现代技术人员则可能使用手持分析仪测试几个参数，以此来确定天线电缆的完整性。

## 结构组成
多用表由表头、测量电路及选择开关等三个主要部分组成。

### 表头

#### 表头（指针式）
指针式多用表的表头是一只高灵敏度的磁电式灵敏检流计，多用表的主要性能指标基本上取决于表头的性能。表头的灵敏度是指表头指针满刻度偏转时流过表头的直流电流值，这个值越小，表头的灵敏度愈高。测电压时的内阻越大，其性能就越好。
表头上的表盘印有多种符号，刻度线和数值。符号A－V－Ω表示这只电表是可以测量电流、电压和电阻的多用表。表盘上印有多条刻度线，其中側端标有“Ω”的是电阻刻度线，通常其右端为零，左端为∞，且刻度值分布是不均匀的。符号“⎓”或“DC”表示直流，“～”或“AC”表示交流，“≂”表示交流和直流共用的刻度线。刻度线下的几行数字是与选择开关的不同档位相对应的刻度值。
表头上还设有机械零位调整旋钮，用以校正指针在左端零位。

#### 表头（数字式）
数字多用表的表头一般由一顆A/D（類比/數位）转换芯片+外围元件+液晶显示器组成，多用表的精度受表头的影响，多用表由于A/D芯片转换出来的数字，一般也称为3 1/2位数字多用表,4 1/2位数字多用表等等。最常用的芯片是ICL7106(3位半LCD手动量程经典芯片，后续版本为7106A,7106B,7206,7240等等）,ICL7129（4位半LCD手动量程经典芯片）,ICL7107（3位半LED手动量程经典芯片）。带有自动量程、真有效值显示等功能数字多用表则普遍使用二进制输出的 A/D 芯片搭配嵌入式计算机，此时计算机内的信号处理算法对精度也会有影响。

### 选择开关
多用表的选择开关是一个多档位的旋转开关，一般是一个圆形拨盘，用来选择测量项目和量程。一般的多用表测量项目包括：“mA”；直流电流、“V（－）"：直流电压、“V（～）”：交流电压、“Ω”：电阻。每个测量项目又划分为几个不同的量程以供选择。

### 表笔和表笔插孔
表笔分为红、黑二只。使用时应将红色表笔插入标有“+”、“V”、“A”号的插孔，黑色表笔插入标有“－”或“COM”号的插孔。

### 测量线路
测量线路是用来把各种被测量转换到适合表头测量的微小直流电流的电路，它由电阻、半导体元件及电池组成
它能将各种不同的被测量（如电流、电压、电阻等）、不同的量程，经过一系列的处理（如整流、分流、分压等）统一变成一定量限的微小直流电流送入表头进行测量。

### 主要制造商或品牌
- AVO，也作 AvoMeter（最早製造指針萬用表的英國品牌，現該品牌由 Megger 公司持有）
- Simpson（美國指針萬用表的代表品牌）。Simpson Electric 網站（页面存档备份，存于）
- Keysight 是德科技 (原 Agilent 安捷倫公司的電子儀器部門，再之前為 HP 惠普公司的電子儀器部門)
- Fluke 福祿克（美國攜帶型數位萬用表的代表品牌，也生產桌上型）
- Keithley 吉時利。2010年出售予丹纳赫，現今業務多併入泰克(Tektronix)*B&K Precision
- RANGE 龍程 。RANGE（页面存档备份，存于）
- MASTECH 華儀 。MASTECH 網站（页面存档备份，存于）
- Uni-Trend 优利德（UNI-T）
- Victor 勝利
- Sperry
- Tenma
- Camsco
- Caltek（页面存档备份，存于）
- Sanwa 三和。三和電氣計器網站（页面存档备份，存于）
- Hioki 日置
- Yokogawa 橫河
- Iwatsu 岩崎
- GW Instek 固緯。GW Instek 網站（页面存档备份，存于）
- YU FONG[1](YFE) 宇鋒電機，曾為台灣指針萬用表的主要代表性廠商
- Escort 富貴儀器。已於2008年被安捷倫購併，若干產品次年經安捷倫改款後重新以新品牌推出。
- Smart Sensor 希瑪

### 使用多用表
- （英文）如何操作

## 附註
1. ↑  因商標所用字體的關係，也常被誤讀成 YU FUNG